# Rio nell'Elba
Rio nell'Elba är en ort och frazione på ön Elba i kommunen Rio i provinsen Livorno i regionen Toscana i Italien. 
Rio nell'Elba upphörde som kommun den 1 januari 2018 och bildade med den tidigare kommunen Rio Marina den nya kommunen Rio. Den tidigare kommunen hade 1 083 invånare (2017).